# Anaea ryphea
Anaea ryphea är en fjärilsart som beskrevs av Pieter Cramer 1776/76. Anaea ryphea ingår i släktet Anaea och familjen praktfjärilar. Inga underarter finns listade i Catalogue of Life.